# Egtved
Egtved (duń. wymowaⓘ) – miasto w Danii, w regionie Dania Południowa, w gminie Vejle.